# Patrik Antonius
Patrik Antonius, född 13 december 1980 i Helsingfors, är en finsk professionell pokerspelare, före detta tennisspelare och tränare, har även jobbat som modell. 
Antonius gjorde sitt namn känt i pokervärlden genom att få två riktigt fina placeringar i World Poker Tour. Senare har han även vunnit EPT, som är den europeiska touren. 2005 blev han också utsedd till årets nykomling i EPT.
Hans totala turningeringsvinster överstiger $2 800 000.
Vill man se Patrik Antonius i action får man antingen leta omkring bland liveborden i Monte Carlo där han ofta håller till eller logga in på Full Tilt och kolla på kvällens High Stake poker där han ofta är.
Antonius tillhör team Ivey Poker. 
Antonius är känd för att ha deltagit i den näst största potten i High Stakes Poker någonsin emot Sam Farha. Potten uppgick totalt till $998 800 och Antonius samlade ihop $749 100 i den handen.